# L'existencialisme i la saviesa dels pobles
L'existencialisme i la saviesa dels pobles és un llibre que conté cinc escrits publicats per la filòsofa francesa Simone de Beauvoir entre els anys 1945 i 1946 per a la revista Les temps modernes, creada per ella mateixa i Jean Paul Sartre.
El llibre aparegué al 1948, amb un prefaci escrit per la mateixa Simone, i constitueix una fèrria defensa de l'existencialisme, més que no una definició.

## Capítols
Cada capítol correspon a un assaig escrit per Simone per a la revista en diferents edicions:
| Núm. capítol | Núm. revista | Nom del capítol                            | Data             |
| ------------ | ------------ | ------------------------------------------ | ---------------- |
| 1            | 3            | L'existencialisme i la saviesa dels pobles | Desembre de 1945 |
| 2            | 2            | Idealisme moral i realisme polític         | Novembre de 1945 |
| 3            | 7            | Literatura i metafísica                    | Abril de 1946    |
| 4            | 5            | Ull per ull                                | Febrer de 1946   |